# Monte Pirchiriano
Il monte Pirchiriano è uno sperone roccioso alto 962 m situato nella bassa Val di Susa che interessa i comuni di Sant'Ambrogio di Torino e Chiusa di San Michele, entrambi nella città metropolitana di Torino.
Deve la sua importanza al fatto che alla sua sommità sorge la Sacra di San Michele, il monumento simbolo del Piemonte.

## Il toponimo
Il nome Pirchiriano assunto nei secoli da questo sperone roccioso, che si protende sul lato destro orografico della bassa Valle di Susa, sarebbe stato in origine Porcariano a causa di allevamenti di maiali che allora vi si trovavano; analogamente, il nome del prospiciente Caprasio deriverebbe da allevamenti di capre, mentre il Monte Musinè potrebbe derivare dalla contrazione di Asinè assegnato a quell'ultimo contrafforte (sul lato sinistro orografico della valle) per essere stato sede di allevamenti di asini.
La tradizione vuole che il nome del monte fu modificato dopo la visione di Amizone vescovo di Torino, destato da un globo di fuoco con degli angeli in cima ad esso, sul finire del X secolo, nel periodo durante il quale l'eremita Giovanni Vincenzo vi fondò la prima struttura della futura Sacra di San Michele: da lì, il nome greco pir-Chirianos, = fuoco del Signore.

## Descrizione

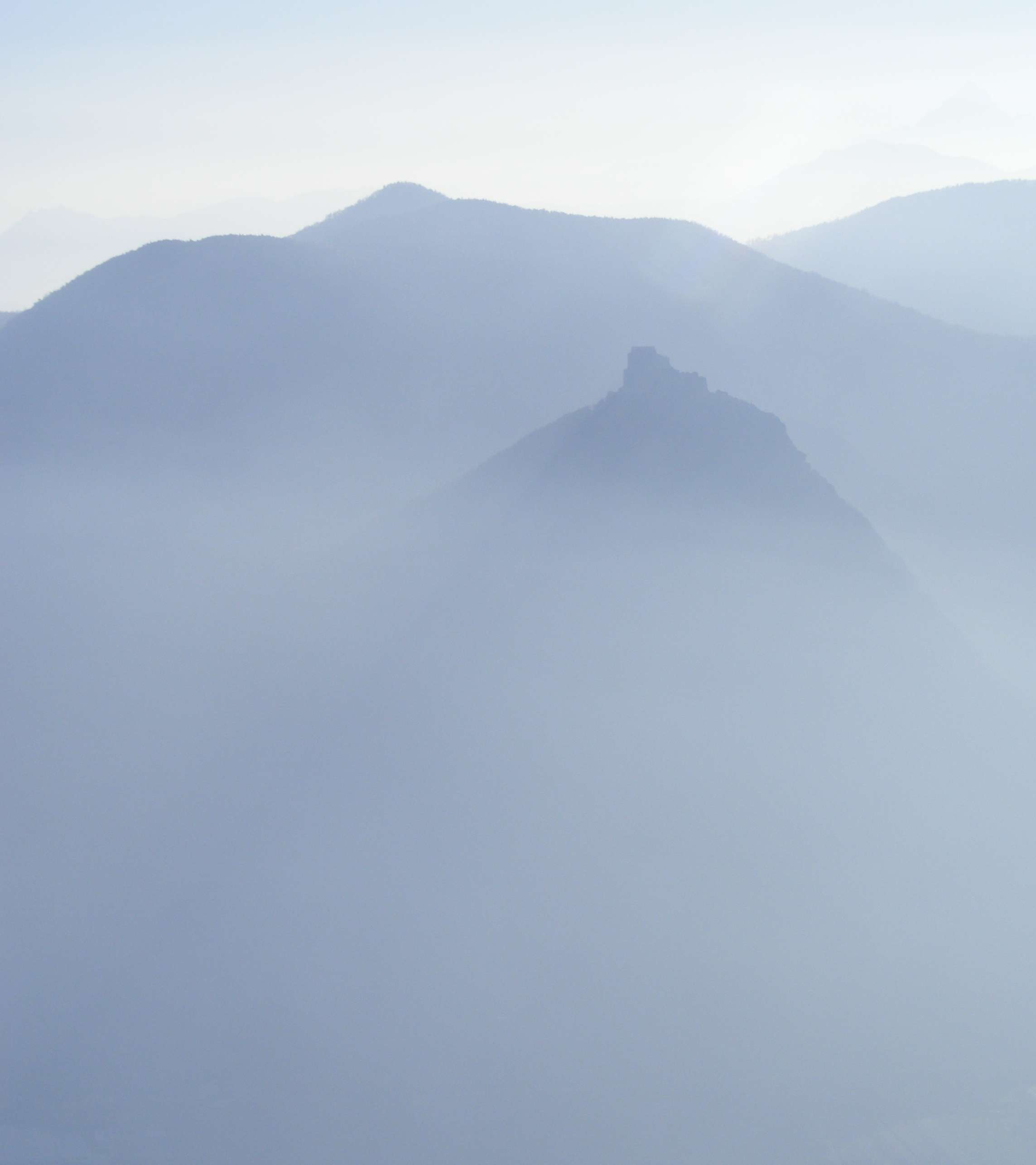
Il Pirchiriano visto dalle pendici del Rocca Sella

La montagna è un risalto roccioso separato dal crinale spartiacque Dora-Sangone da un'insellatura a quota 861 (Colle della Croce Nera) presso la quale transita la strada asfaltata che da Avigliana sale al Colle Braida. Presenta due versanti ben distinti: quello esposto ad ovest è coperto da fitti boschi ed è disabitato fino al fondovalle, mentre su quello che guarda verso est sorge la Borgata San Pietro. Alpinisticamente la parte più interessante è la rocciosa e ripida cresta nord dove si trova la via ferrata Carlo Giorda che inizia a Sant'Ambrogio di Torino. Il culmine della montagna è all'interno della chiesa abbaziale, presso il primo pilastro a sinistra della navata centrale.

## Geologia
Il monte Pirchiriano è da tempo noto ai geologi per essere costituito da rocce serpentinose.

## Alpinismo e escursionismo

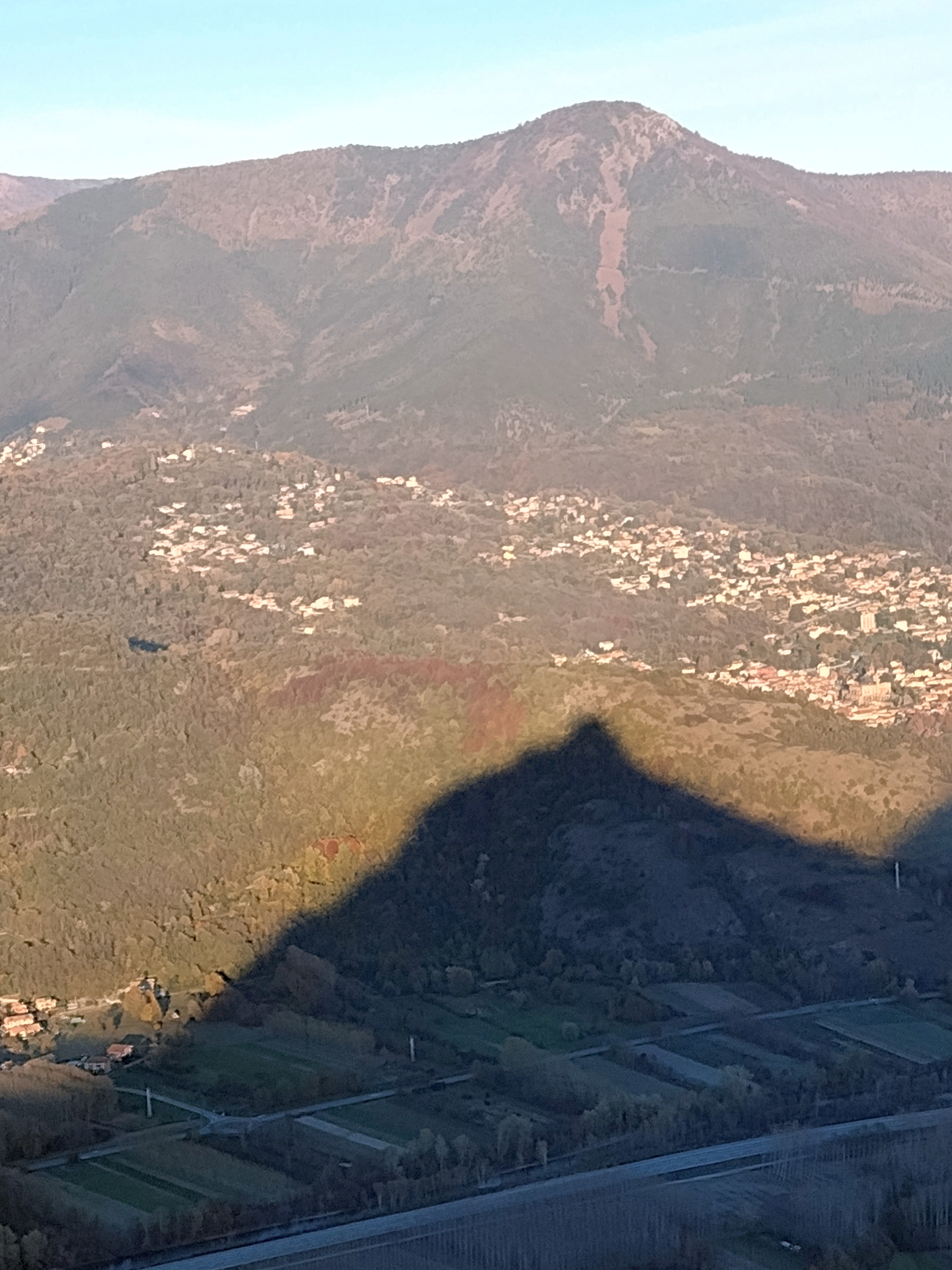
L'ombra del monte sul fondovalle, sullo sfondo il Curt

La via ferrata Carlo Giorda percorre la cresta nord della montagna, partendo da Sant'Ambrogio di Torino e raggiungendo la Sacra di San Michele. Esistono poi due sentieri molto frequentati che collegano il fondovalle con il Pirchiriano (e quindi con la Sacra di San Michele), partendo rispettivamente dai sottostanti paesi di Chiusa di San Michele e di Sant'Ambrogio di Torino. Dalla Sacra di San Michele ha inizio il Sentiero dei Franchi, un lungo trekking che si snoda sul versante esposto a nord della Val di Susa.
Infine, esistono anche degli itinerari di arrampicata sportiva: la via Intersezionale, una via che in 25 tiri conduce dal fondovalle alla sommità della montagna, e una falesia, le Placche di San Michele.